# Стабби, Джоан
Джоан Стабби (JoAnne Stubbe; род. 11 июня 1946, Шампейн, Иллинойс) — американский биохимик, энзимолог. Эмерит-профессор Массачусетского технологического института, член Национальной академии наук США (1992) и Американского философского общества (2004).
Удостоена Национальной научной медали (2008).

## Биография
Окончила Пенсильванский университет (бакалавр химии, 1968).
В 1971 году получила степень доктора философии по органической химии в Калифорнийском университете в Беркли и в 1971—1972 годах там же была постдоком.
В 1975—1977 годах фелло-постдок Национальных институтов здравоохранения в Брандейском университете, занималась в лаборатории Robert H. Abeles. Работала в Williams College (1972—77), Йельской школе медицины (1977—1980), Висконсинском университете (1980—1987). Затем с 1987 года в Массачусетском технологическом институте, где ныне эмерит-профессор.
Член Американской академии искусств и наук (1991), фелло Американской ассоциации содействия развитию науки (2014).